# Луговая (Тюкалинский район)
Луговая — деревня в Тюкалинском районе Омской области. Входит в состав Хуторского сельского поселения.

## История
Основана в 1894 г. В 1928 году деревня Николаевка состояла из 159 хозяйств, основное население — украинцы. Центр Николаевского сельсовета Тюкалинского района Омского округа Сибирского края. В 1964 г. Указом Президиума ВС РСФСР деревня Николаевка переименована в Луговую.

## Население
| 1926 | 2010 |
| ---- | ---- |
| 952  | ↘84  |